# Eoisotachis
Eoisotachis là một chi rêu trong họ Balantiopsaceae.